# 大重裕二
大重 裕二（おおしげ ゆうじ、1968年 - ）は、日本の編集技師。東京都出身。

## 経歴
日本大学芸術学部映画学科卒業。 
1996年公開の『Morura』（諏訪敦彦監督）でスクリプターとして映画製作に携わり、
1997年公開の『2/デュオ』で編集技師デビュー。以降、多数の日本映画・テレビドラマの編集を担う。
代表作は『サッド ヴァケイション』、『武士道シックスティーン』など。
2011年公開のドキュメンタリー映画『BIG RETURNS』（川瀬美香監督）では製作を担当。

## 主な編集作品

### 映画
- 2/デュオ （1997年） - 兼スクリプター
- H story （2001年／諏訪敦彦監督）
- a letter from hiroshima （2002年／諏訪敦彦監督）[1]
- さよならみどりちゃん （2004年）
- 帰郷 （2005年）
- こおろぎ（2004年／青山真治監督）[1]
- パビリオン山椒魚 （2006年）
- 幽閉者 テロリスト （2007年／足立正生監督）
- 殯の森 （2007年） - 編集協力
- サッド ヴァケイション （2007年）
- 砂の影 （2008年）
- 靖国 YASUKUNI （2008年） - ドキュメンタリー
- たみおのしあわせ （2008年）
- 東南角部屋二階の女 （2008年／池田千尋監督）
- コドモのコドモ （2008年）
- ホームレス中学生 （2008年）
- 南の島のフリムン （2009年）
- eatrip （2009年） - ドキュメンタリー
- 武士道シックスティーン （2010年）
- ACACIA （2010年）
- トルソ （2010年）
- 紫 （2011年／川瀬美香監督） - ドキュメンタリー
- はだしのゲンが見たヒロシマ （2011年） - ドキュメンタリー
- 今日と明日の間で （2012年／小林潤子監督） - ドキュメンタリー
- 毎日がアルツハイマー （2012年／関口祐加監督）

### テレビドラマ
- 私立探偵 濱マイク 第3話（2002年、読売テレビ）[2]
- 西部警察スペシャル 爆破炎上5秒前…凶悪テロに挑む決死の戦い! （2004年、テレビ朝日） - AVID編集
- Deep Love ホスト （2005年、テレビ東京）
- 神様からひと言 （2006年、WOWOW）
- 魔術はささやく （2011年、フジテレビ）